# Demetrio Paleologo Metochite
Demetrio Paleologo Metochite (in greco Δημήτριος Παλαιολόγος Μετοχίτης?; ... – Costantinopoli, 29 maggio 1453) è stato un militare e funzionario bizantino.
Fu l'ultimo governatore bizantino di Costantinopoli.

## Biografia
Demetrio Paleologo Metochite discendeva dalla dinastia imperiale dei Paleologi da parte di madre, mentre il padre era un Metochite, altra famiglia dell'alta aristocrazia. Viene citato per la prima volta nel 1433.  All'epoca ricopriva il ruolo di protovestiario e partecipò all'ambasciata bizantina al Concilio di Basilea, che determinò l'unione della Chiesa bizantina con la Chiesa cattolica. Le violente reazioni del clero e della popolazione bizantina, in gran parte anti-unionista, posero fine alla sua carriera diplomatica, ma al suo ritorno fu elevato al rango di megas primmikerios e nominato governatore dell'isola egea di Lemno, uno dei più vasti territori ancora in mano bizantina (ca. 1435 – ca. 1437). Difese con successo Lemno dagli attacchi turchi e fu promosso al grado di megas stratopedarchēs tra il 1437 e il 1444. Intorno al 1449 Demetrio fu nominato governatore della capitale imperiale, Costantinopoli, carica che mantenne fino alla caduta della città in mano ottomana nel 1453, durante la quale morì insieme ai suoi figli, durante l'assalto finale dei turchi il 29 maggio.